# Tinc
Tinc je otevřený protokol a software pro vytváření mesh šifrovaných virtuálních sítí.
Autentizace v tinc protokolu verze 1.0 je založena na RSA klíčích.
Standardní tcp/udp port je 655.